# Echinocereus
Genre
Classification APG III (2009)
Echinocereus est un genre de plantes à fleurs de la famille des Cactaceae (les cactus) composé de 70 espèces environ.
Le nom vient du grec ancien "echinos" (=hérisson) et du latin "cereus" (=cierge) car la surface de l'ovaire et les fruits eux-mêmes sont épineux.

## Description
Cactus globuleux, avec des épines serrées, souvent colorées et décoratives, pistil toujours de couleur verte cararctéristique du genre. Les fleurs durent un peu plus longtemps que celles des autres espèces de cactus parce qu'elles développent a l'intérieur avant de percer l'épiderme. Cette morphologie est probablement une adaptation aux basses températures. Les fleurs sont généralement grandes (par rapport à la taille de la plante) et colorées. La couleur est influencée par le principal pollinisateur. Les fruits sont comestibles.
Ces espèces sont buissonnantes.

## Mode de culture
Les echinocereus sont de culture plus faciles que les autres cactus.
Comme eux, ils ont besoin d'un sol léger, d'une exposition bien ensoleillé, d'une période hivernale au frais et au sec pour fleurir. Ils apprécient un sol un peu plus riche que les autres cactus. En culture en intérieur, il faut les garder au sec en hiver, à cause de l'humidité ambiante, mais arroser normalement en été, période de croissance.
Dans leur habitat naturel, elles supportent aisément le gel, et certaines espèces peuvent être cultivées à l'extérieur même sous climats froids à condition d'être protégées des pluies hivernales et situées dans un lieu bien aéré. Si elles se recroquevillent en hiver, il ne faut pas s'inquiéter, elles retrouveront leur forme normale avec les premiers arrosages qui ne doivent intervenir qu'avec les premiers beaux jours.
La reproduction se fait par bouture.

## Répartition et habitat
Ils sont originaires du sud des États-Unis (et notamment du Texas) et du Mexique où ils poussent dans des terrains pierreux très ensoleillés.

## Taxonomie

### Synonymes
- Morangaya G. D. Rowley
- Wilcoxia Britton & Rose

## Images

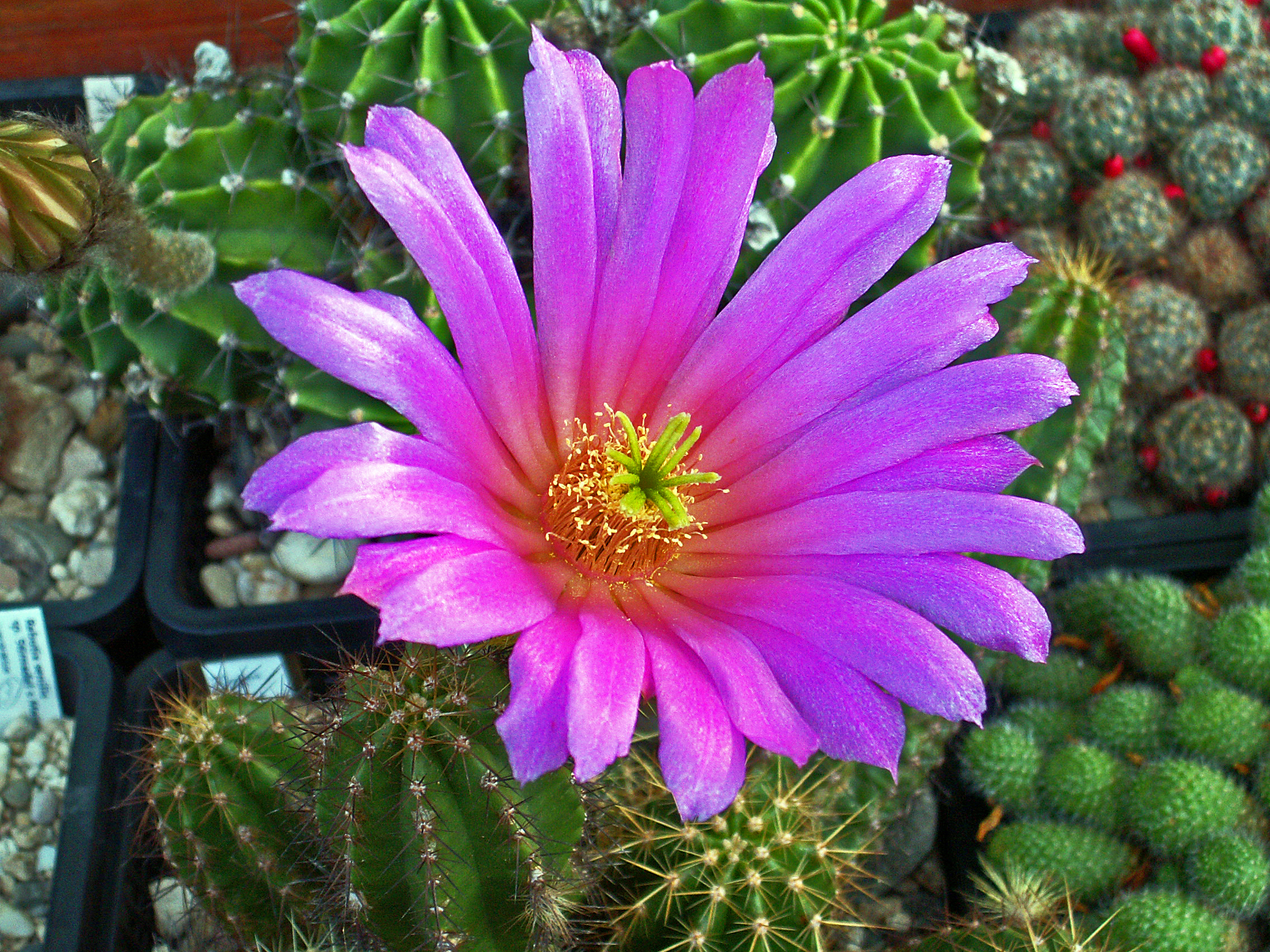
Echinocereus viereckii.
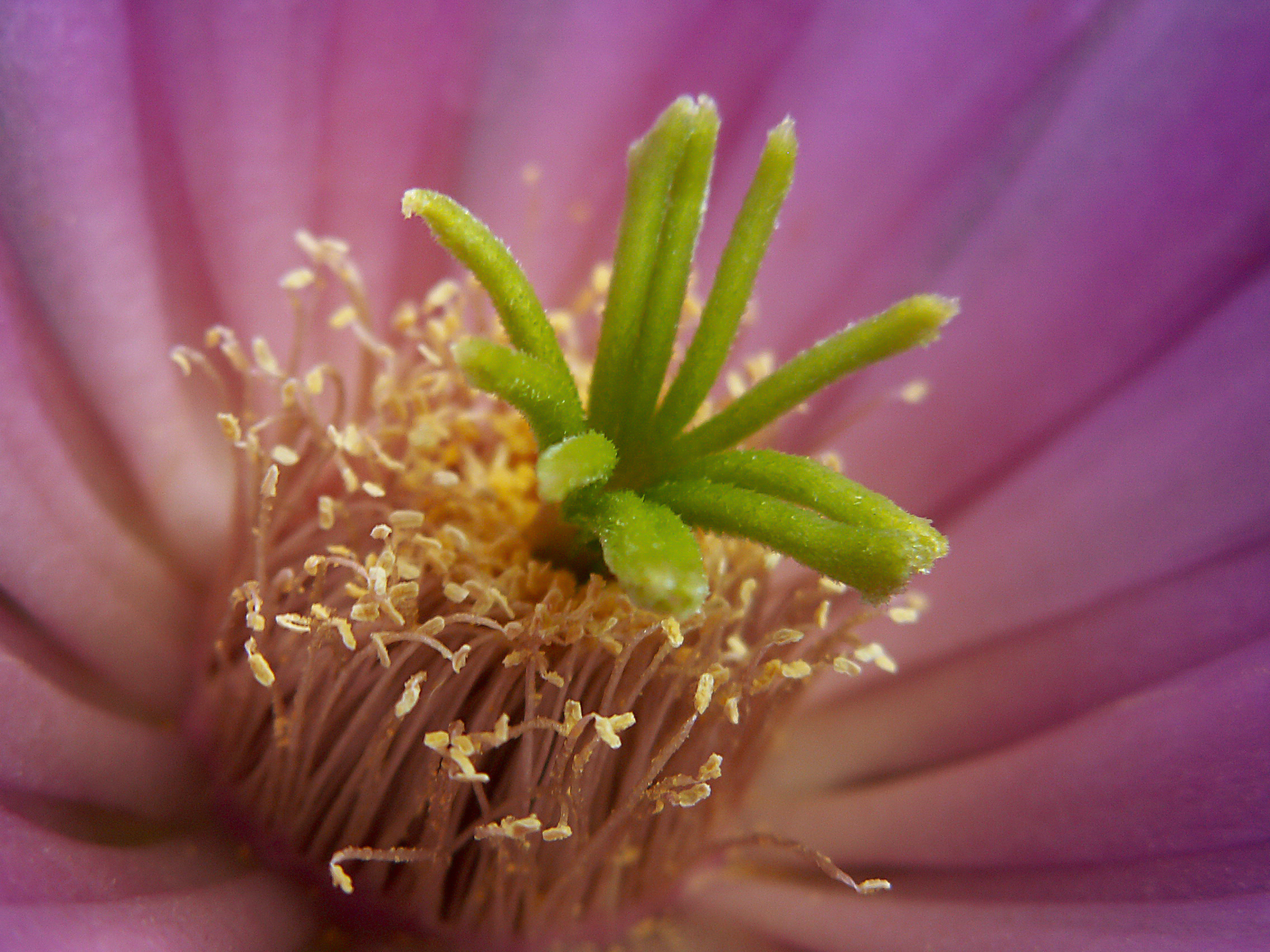
Echinocereus viereckii.
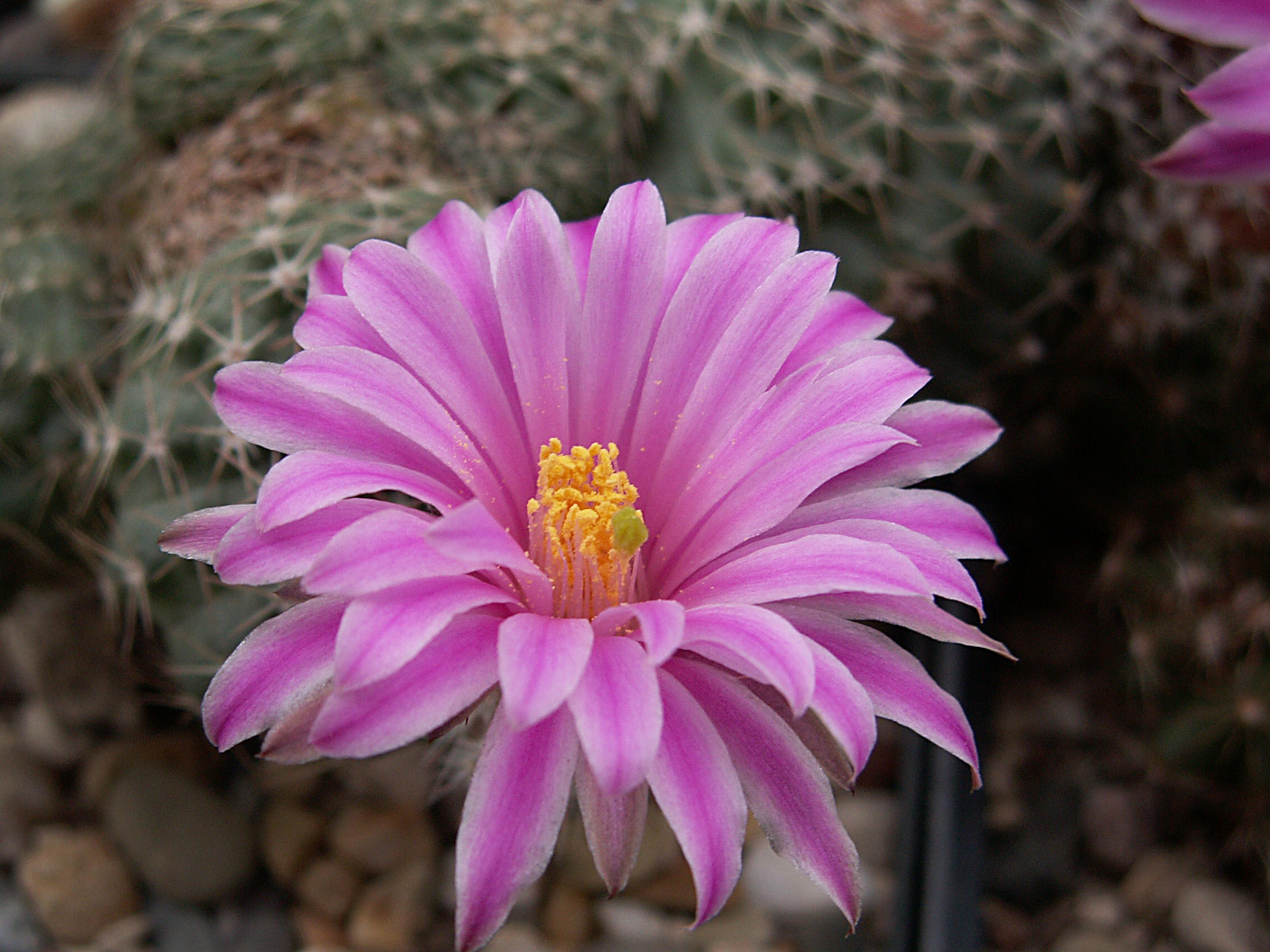
Echinocereus amoenus.
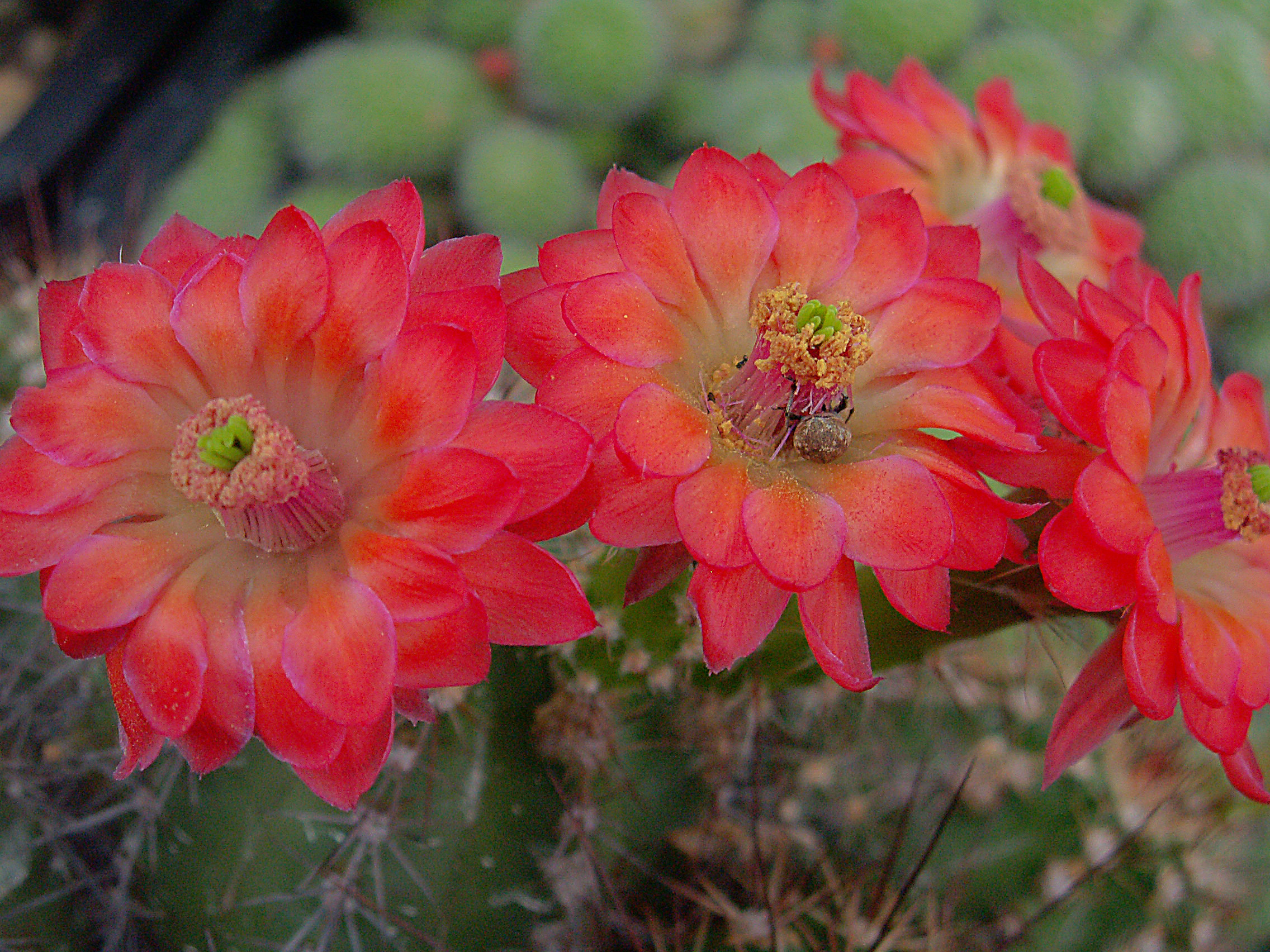
Echinocereus acifer.
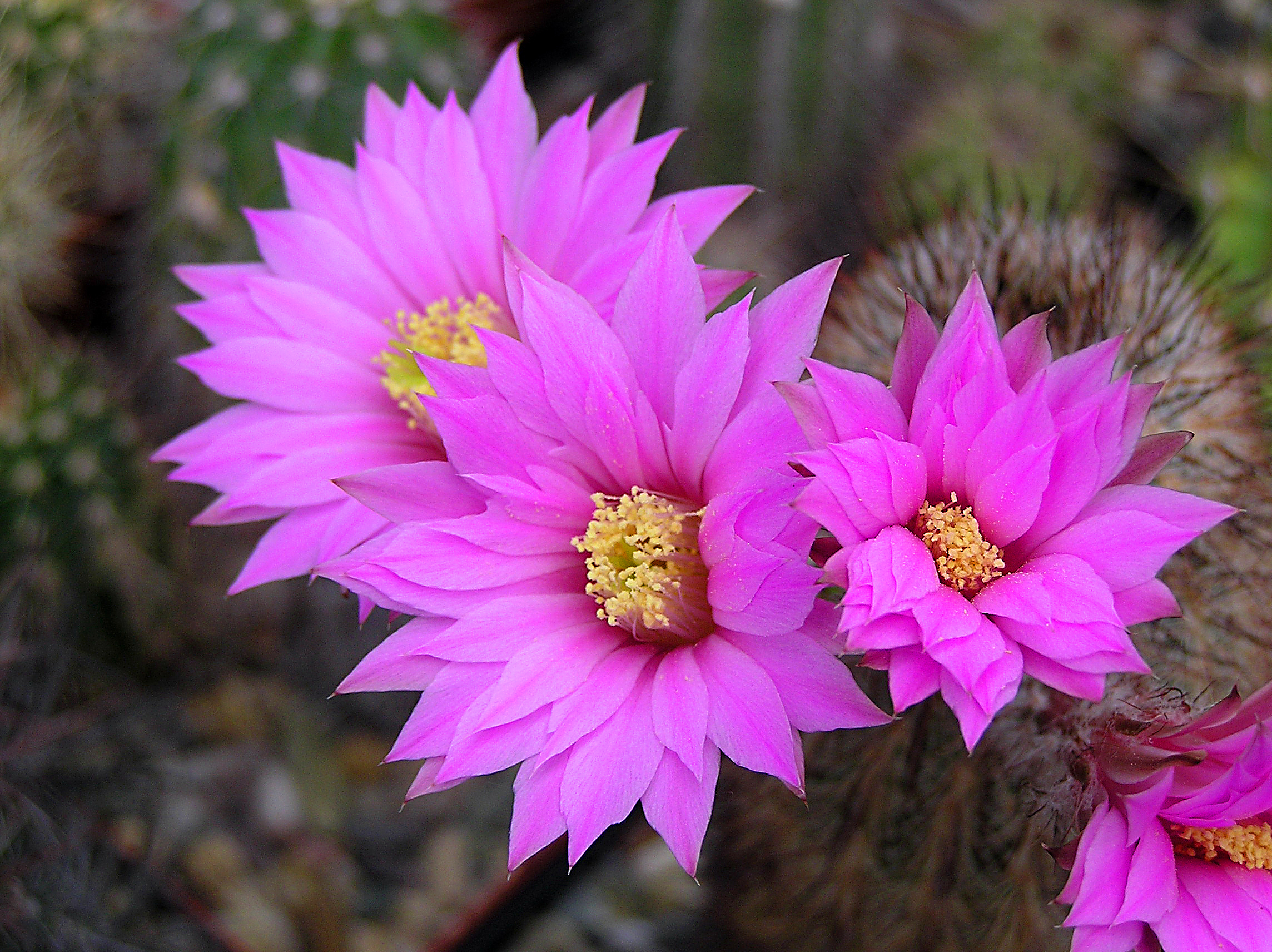
Echinecereus lauii.
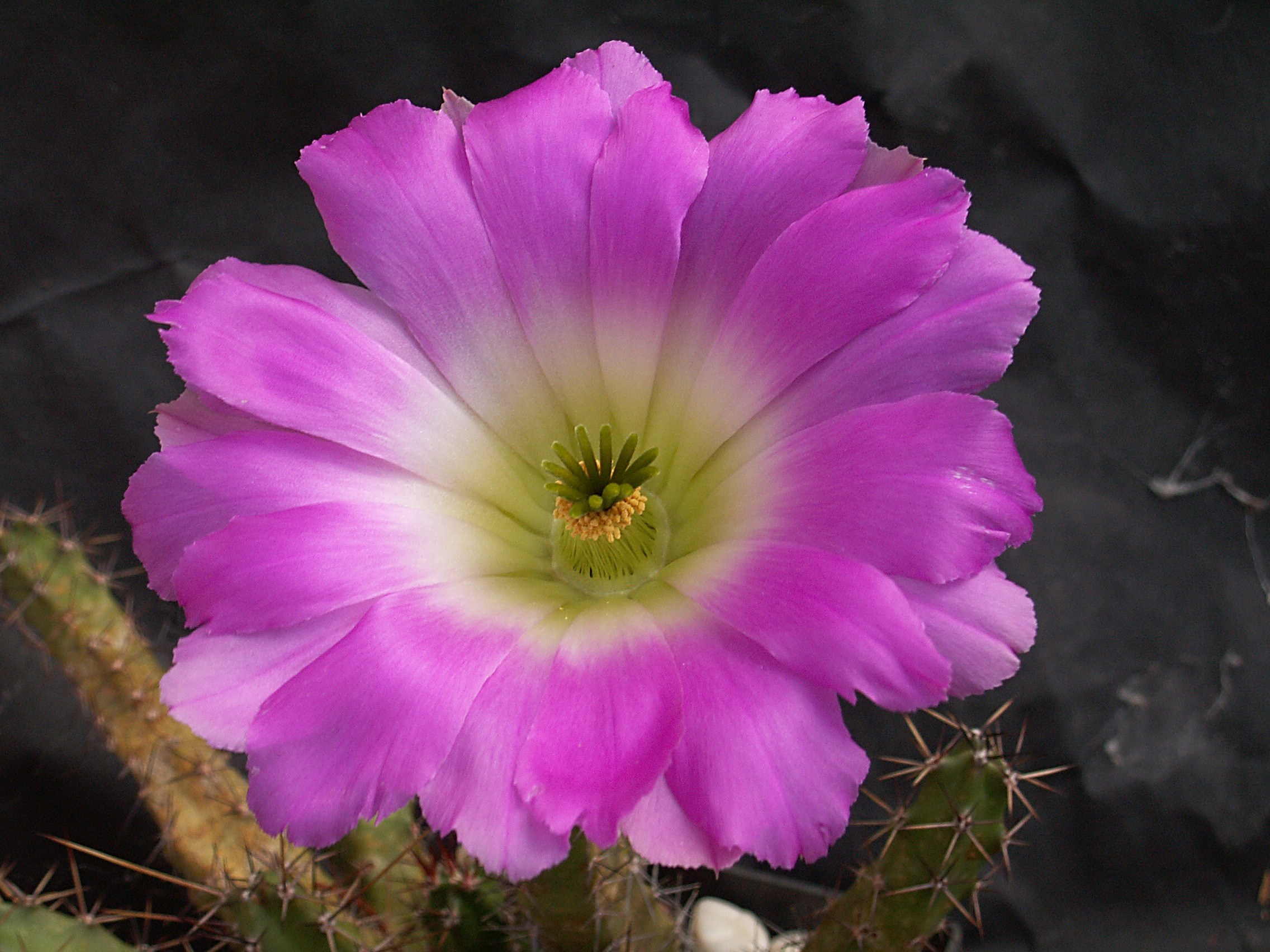
Echinocereus pentalophus.
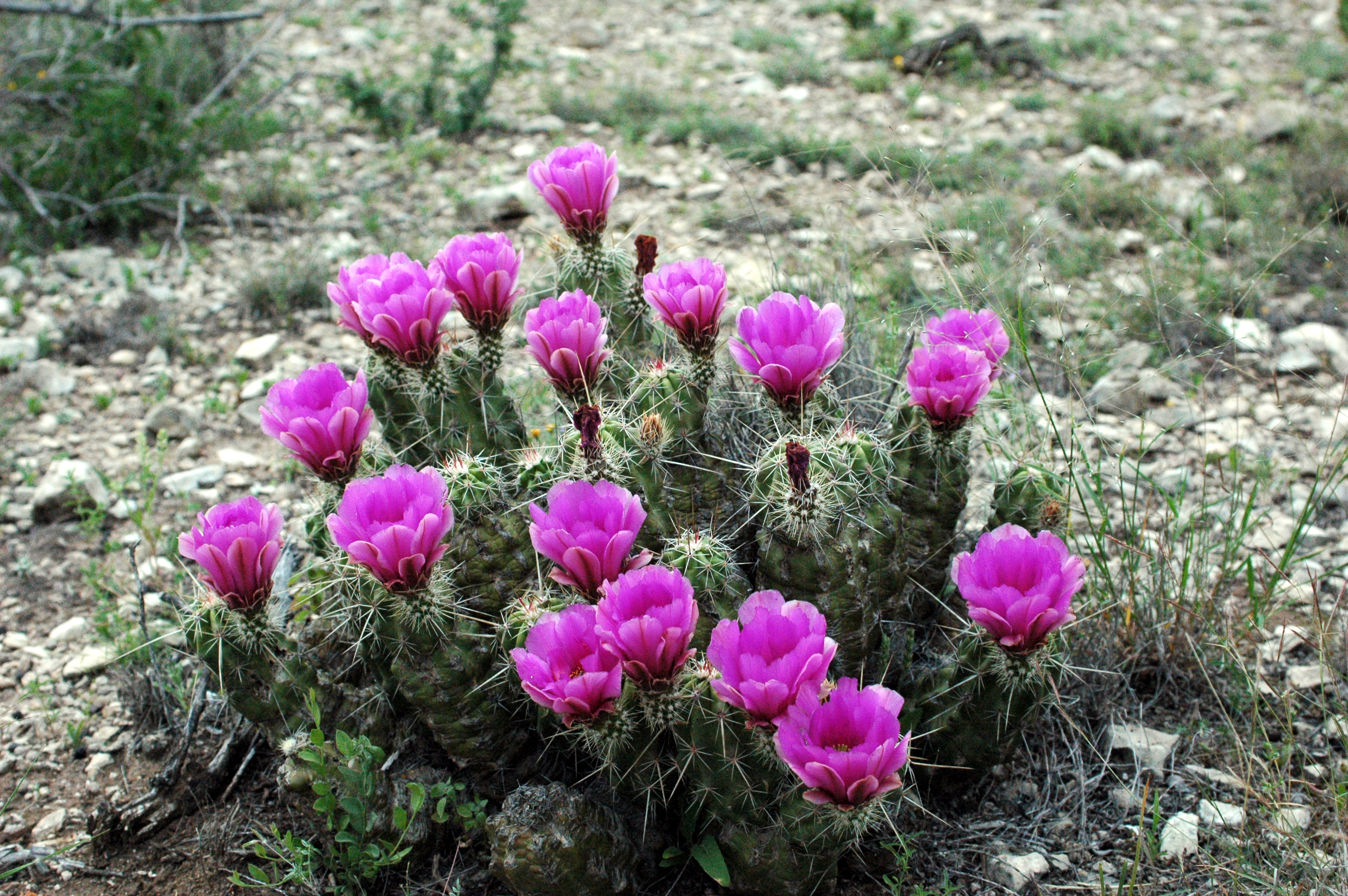
Echinocereus triglochidiatus.
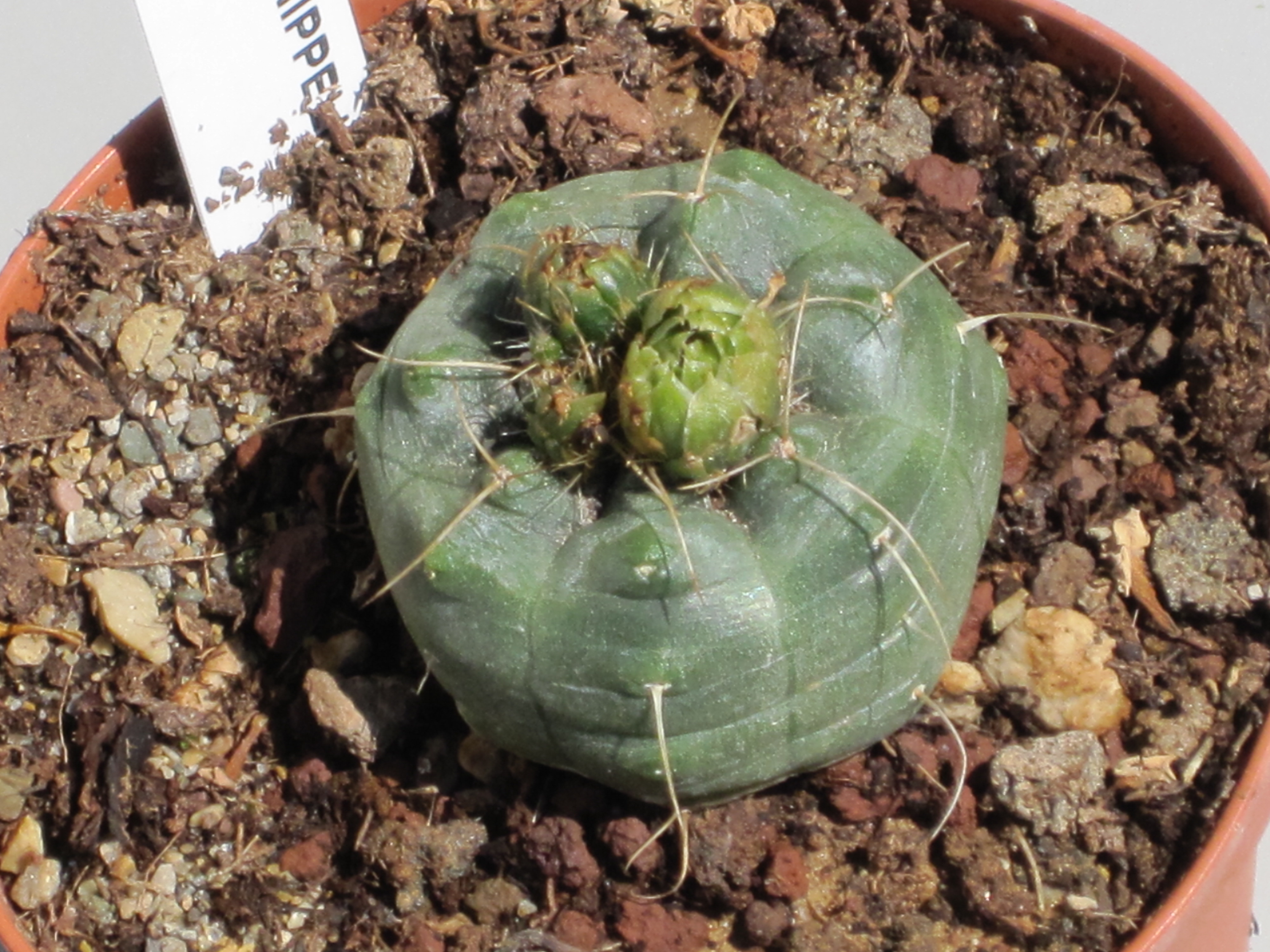
Echinocereus knippelianus.
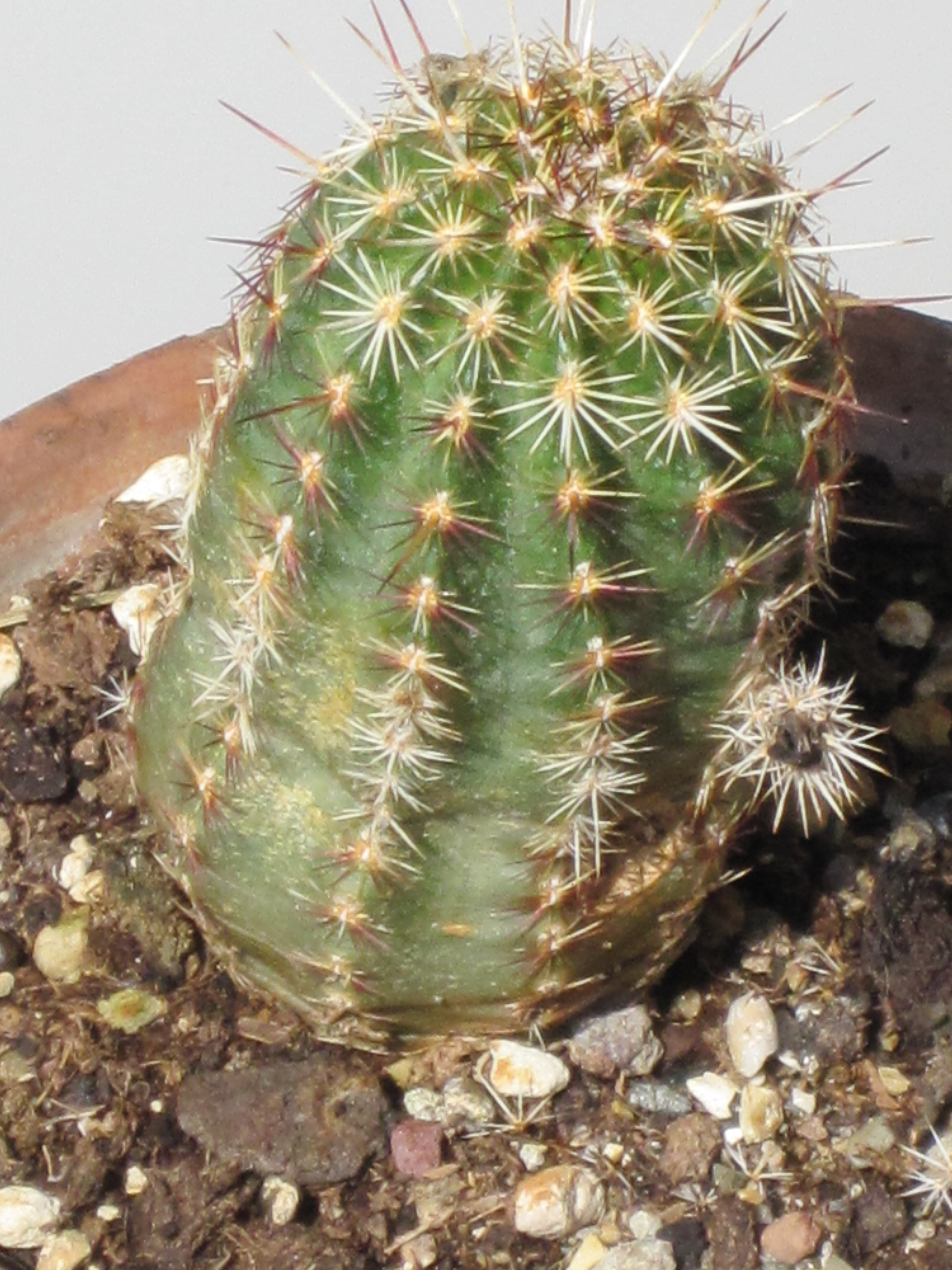
Echinocereus virdiflorus.
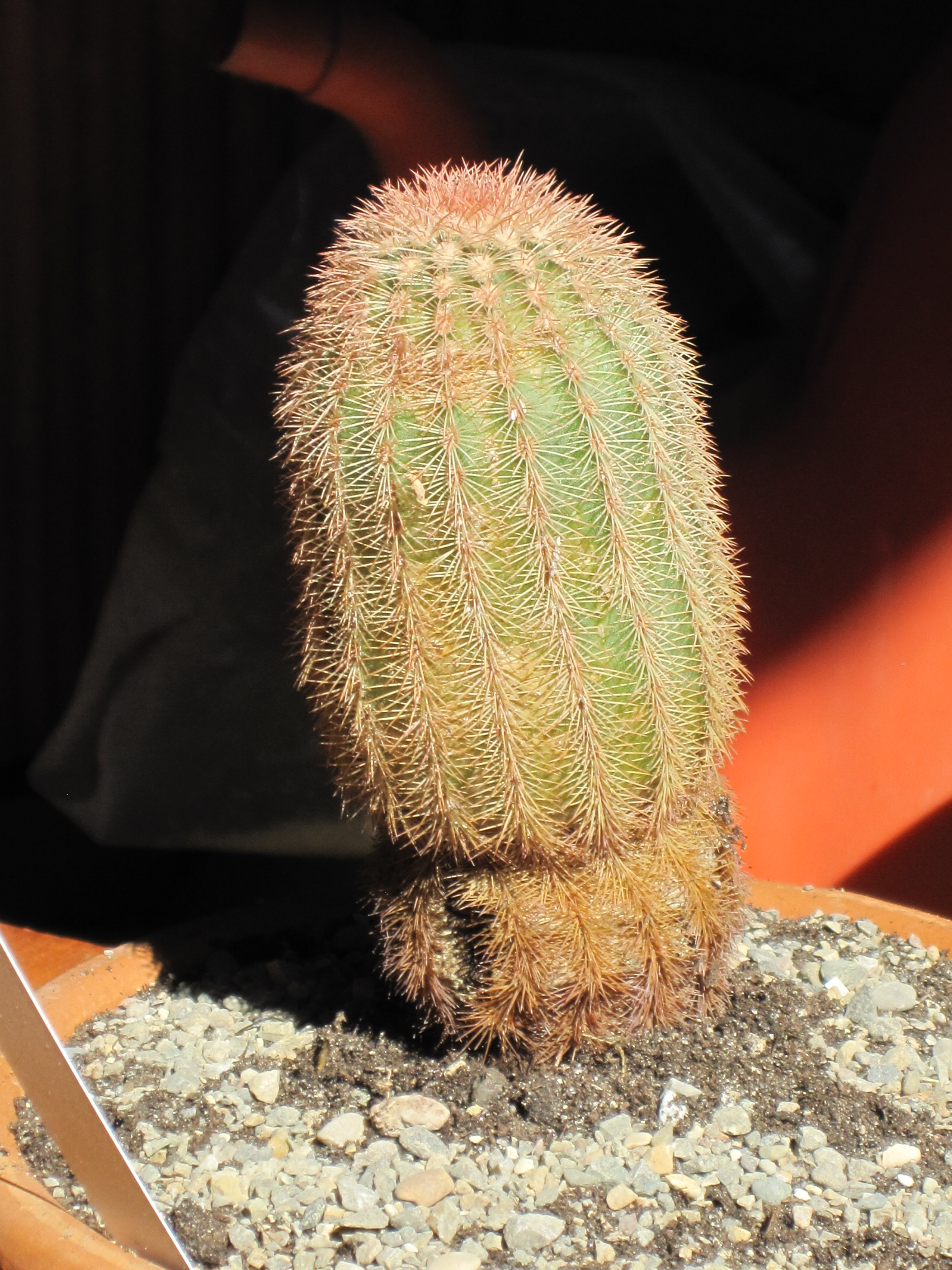
Echinocereus pectinatus.
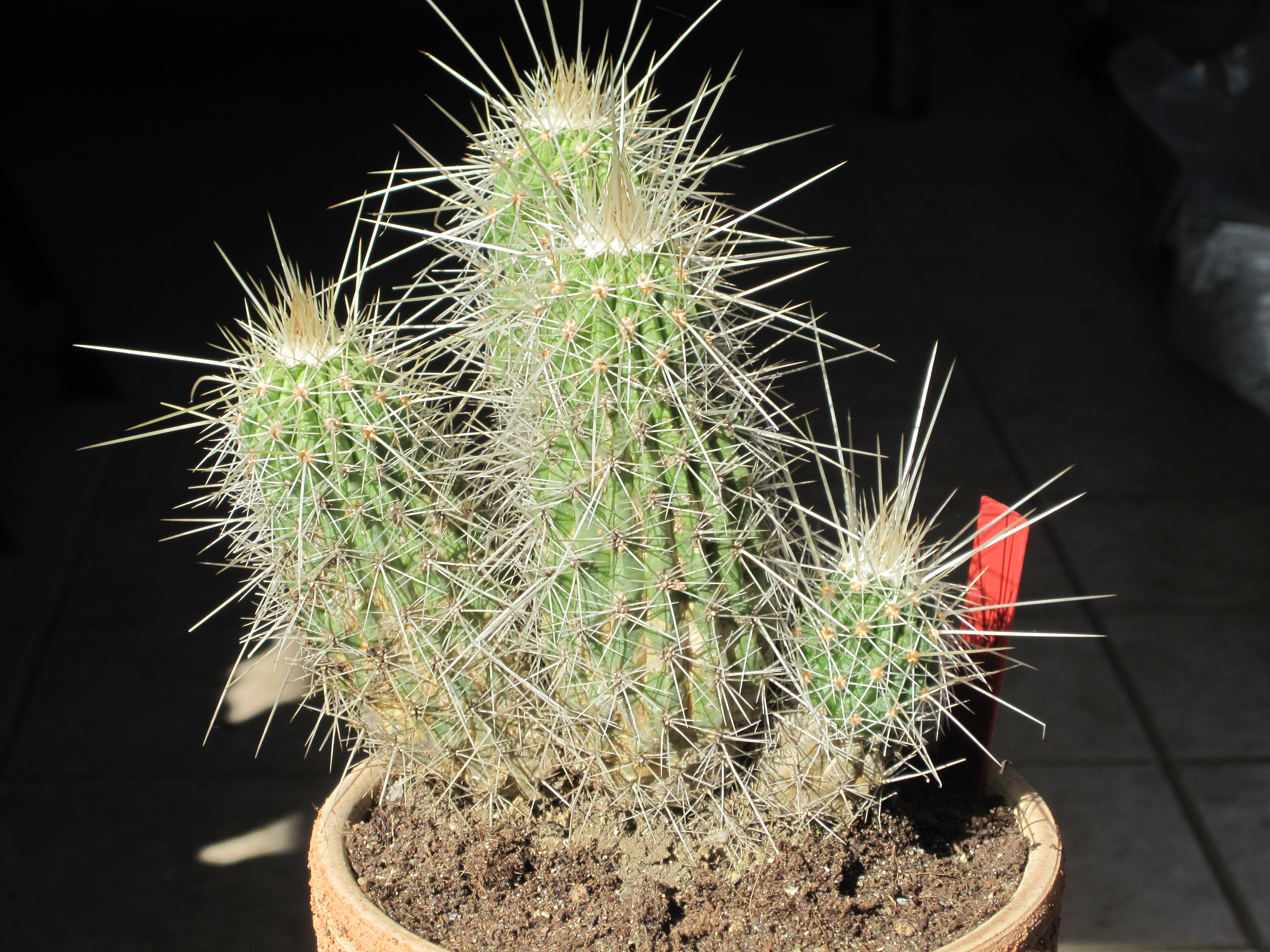
Echinocereus stramineus.